# Петър Костов (Горно Върбени)
Вижте пояснителната страница за други личности с името Петър Костов.
Петър Костов Христов е български революционер, деец на Върховния македоно-одрински комитет и Вътрешната македоно-одринска революционна организация.

## Биография
Роден е в 1871 година в леринското село Горно Върбени (Екши Су), тогава в Османската империя. Негов брат е българският революционер Ташко Костов. Петър Костов също взема дейно участие в националноосвободителните борби на българите в Македония. Влиза във Върховния комитет във Варна. В 1895 година Христов е изпратен като организатор на ВМОК в Леринско. Докато развива широка организаторска дейност в Леринско, османските власти го откриват и го преследват, поради което Христов отново заминава за Свободна България. Изпълнява терористични задачи до 1902 година. След това, през февруари 1902 година влиза в четата на Стефан Николов, но войводата загива в сражение с османски аскер при сражение при леринското село Горничево. Впоследствие Христов е назначен за секретар на войводата на ВМОРО Тане Стойчев в Леринско и взима участие в множество сражения на четата с османски сили. Около есента на 1902 година Петър Христов става четник в четата на Анастас Янков. По-късно през Гърция и Цариград се завръща в Свободна България. Умира на 16 юли 1929 година.
На 18 март 1943 година вдовицата му Кръстана Петрова Христова, родена в село Рамна и като жителка на Варна, подава молба за българска народна пенсия, която е одобрена и пенсията е отпусната от Министерския съвет на Царство България.